# Barranco de La Virgen
Barranco de La Virgen este o arie protejată (arie specială de conservare — SAC, sit de importanță comunitară — SCI) din Spania întinsă pe o suprafață de 559,4 ha, integral pe uscat.

## Localizare
Centrul sitului Barranco de La Virgen este situat la coordonatele 28°02′52″N 15°35′24″W / 28.0478°N 15.59°V.

## Înființare
Situl Barranco de La Virgen a fost declarat sit de importanță comunitară în octombrie 1999 pentru a proteja 5 specii de plante. Situl a fost protejat și ca arie specială de conservare în ianuarie 2010.

## Biodiversitate
Situată în ecoregiunea , aria protejată conține 5 habitate naturale: Păduri de Olea și Ceratonia, Păduri de pin endemic canariene, Pajiști macaroneziene cu vegetație endemică, Pante stâncoase silicioase cu vegetație casmofită, Păduri macaroneziene de dafin (Laurus, Ocotea).
La baza desemnării sitului se află mai multe specii protejate de  plante (5): Isoplexis chalcantha, Isoplexis isabelliana, Sambucus nigra subsp. palmensis, Sideritis discolor, Woodwardia radicans.